# چلچله‌های کرانه‌ای
چلچله‌های کرانه‌ای (نام علمی: Riparia) نام یک سرده از تیره پرستویان است.

## گونه‌ها
- R. paludicola (Vieillot, 1817) – چلچله گلوقهوه‌ای
- R. chinensis (J.E. Gray, 1830) – چلچله گلوخاکستری
- R. congica (Reichenow, 1887) – چلچله کنگو
- R. riparia (Linnaeus, 1758) – چلچله رودخانه‌ای
- R. diluta (Sharpe & Wyatt, 1893) – Pale martin
- R. cincta (Boddaert, 1783) – چلچله نواردار